# Vittorio Alfieri
Vittorio Alfieri, född 16 januari 1749 i Asti, Piemonte, död 8 oktober 1803 i Florens, var en italiensk dramatiker.
I ungdomen företog Alfieri långa europeiska resor, och besökte bland annat Sverige 1770. Efter hemkomsten beslöt han att pröva sin lycka som tragediförfattare. Han förberedde sig genom att studera den klassiska litteraturen. Han inspirerades mycket av de klassiska italienska författarna Dante, Petrarca, Ariosto och Tasso. Han är främst känd just som tragediförfattare, men skrev även politiska komedier och var verksam som lyriker, satiriker och som författare av epigram. Han anses som den italienska tragediens skapare.